# Echipa națională de fotbal a Emiratelor Arabe Unite
Echipa națională de fotbal a Emiratelor Arabe Unite (arabă الامارات العربية المتحدة لكرة القدم) reprezintă Emiratele Arabe Unite în fotbal și este controlată de Asociația de Fotbal din Emiratele Arabe Unite.

## Cupa Mondială
| 1978        | S-a retras       | S-a retras       | S-a retras       | S-a retras       | S-a retras       | S-a retras       | S-a retras       | S-a retras       | S-a retras       | S-a retras       |
| 1982        | Nu a participat  | Nu a participat  | Nu a participat  | Nu a participat  | Nu a participat  | Nu a participat  | Nu a participat  | Nu a participat  | Nu a participat  | Nu a participat  |
| 1986        | Nu s-a calificat | Nu s-a calificat | Nu s-a calificat | Nu s-a calificat | Nu s-a calificat | Nu s-a calificat | Nu s-a calificat | Nu s-a calificat | Nu s-a calificat | Nu s-a calificat |
| 1990        | Faza Grupelor    | 24               | 3                | 0                | 0                | 3                | 2                | 11               |                  |                  |
| 1994 - 2014 | Nu s-a calificat | Nu s-a calificat | Nu s-a calificat | Nu s-a calificat | Nu s-a calificat | Nu s-a calificat | Nu s-a calificat | Nu s-a calificat | Nu s-a calificat | Nu s-a calificat |
| Total       | Faza Grupelor    | 24               | 3                | 0                | 0                | 3                | 2                | 11               |                  |                  |

* Arată meciurile eliminatorii decise la penaltiuri.

## Cupa Asiei
| 1976  | Nu a participat  | Nu a participat  | Nu a participat  | Nu a participat  | Nu a participat  | Nu a participat  | Nu a participat  | Nu a participat  | Nu a participat  |
| 1980  | Runda 1          | 4                | 0                | 1                | 3                | 3                | 9                |                  |                  |
| 1984  | Runda 1          | 4                | 2                | 0                | 2                | 3                | 8                |                  |                  |
| 1988  | Runda 1          | 4                | 1                | 0                | 3                | 2                | 4                |                  |                  |
| 1992  | Locul patru      | 3                | 1                | 2                | 0                | 2                | 1                |                  |                  |
| 1996  | Locul doi        | 3                | 2                | 1                | 0                | 6                | 3                |                  |                  |
| 2000  | Nu s-a calificat | Nu s-a calificat | Nu s-a calificat | Nu s-a calificat | Nu s-a calificat | Nu s-a calificat | Nu s-a calificat | Nu s-a calificat | Nu s-a calificat |
| 2004  | Runda 1          | 3                | 0                | 1                | 2                | 1                | 5                |                  |                  |
| 2007  | Runda 1          | 3                | 1                | 0                | 2                | 3                | 6                |                  |                  |
| 2011  | Runda 1          | 3                | 0                | 1                | 2                | 0                | 4                |                  |                  |
| Total | Locul doi        | 27               | 7                | 6                | 14               | 20               | 40               |                  |                  |

## Cupa Golfului
- Cel mai bun rezultat – Câștigători (1) (2007)

- 2009 – Faza grupelor